# Асфендос
А̀сфендос (на гръцки: Άσφενδος) е село в Република Гърция, разположено в южната част на остров Крит. Селото е част от дем Сфакия и според преброяването от 2001 г. е без население.

## Личности
Родени в Асфендос
- Георгиос Перос (1875 – 1912), деец на гръцката въоръжена пропаганда в Македония